# Parque Al-Azhar

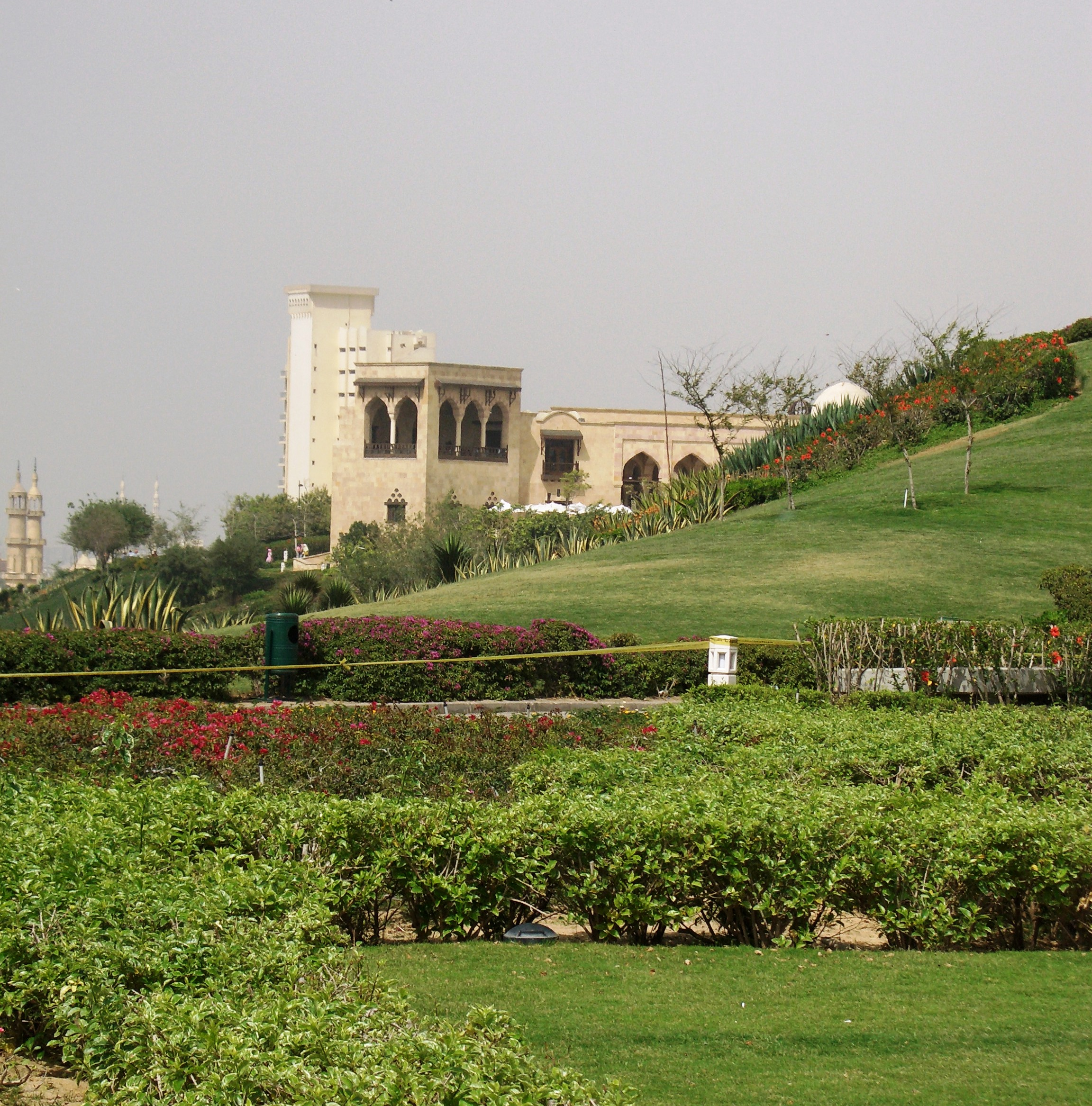
Parque Al-Azhar.

El Parque Al-Azhar está localizado en El Cairo, Egipto y ha sido catalogado como uno de los sesenta espacios públicos más grandiosos del mundo por el Proyecto para Espacios Públicos (PPS por sus siglas en inglés). El parque fue creado por el Programa para Ciudades Históricas del Aga Khan Trust for Culture, una agencia de la Aga Khan Development Network enfocada en la revitalización de las comunidades del Mundo Islámico. La Aga Khan Development Network es presidida por el príncipe Karim al-Hussayni, el Aga Khan IV, cuyos antepasados, los Califas Fatimíes, fundaron la ciudad de El Cairo en 969.

## El parque

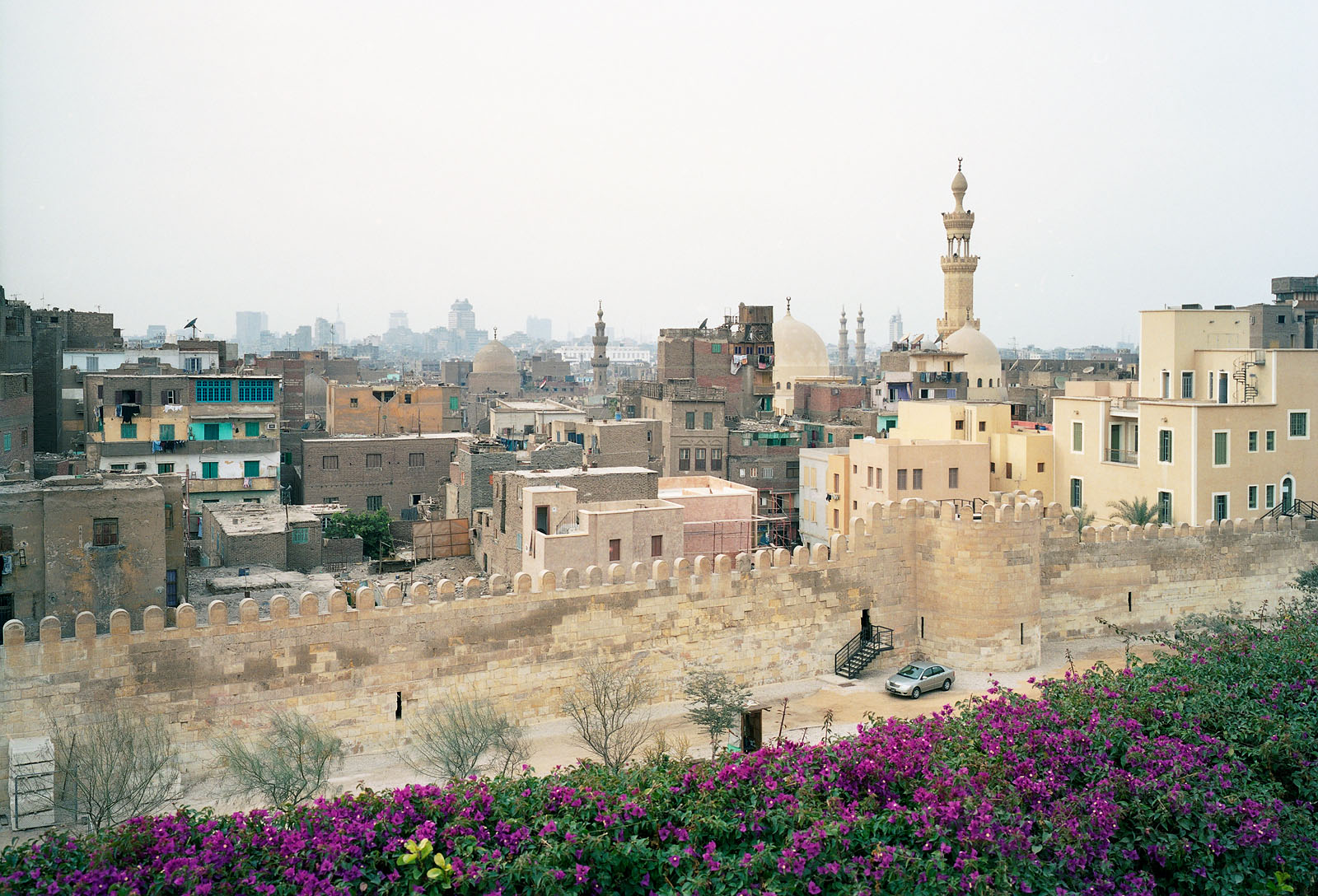
Muro Ayubí.

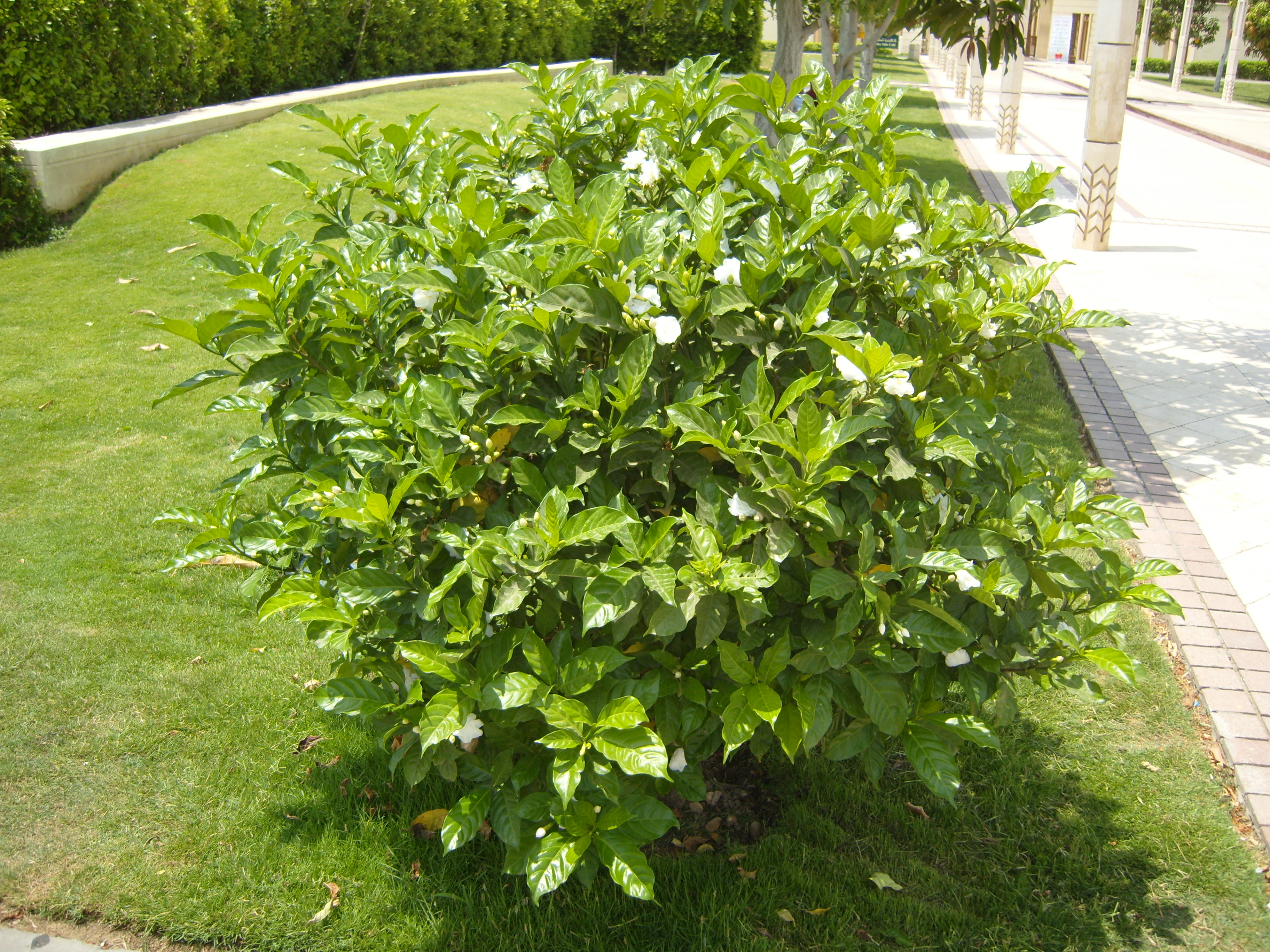
Arbustos y andadores del parque.

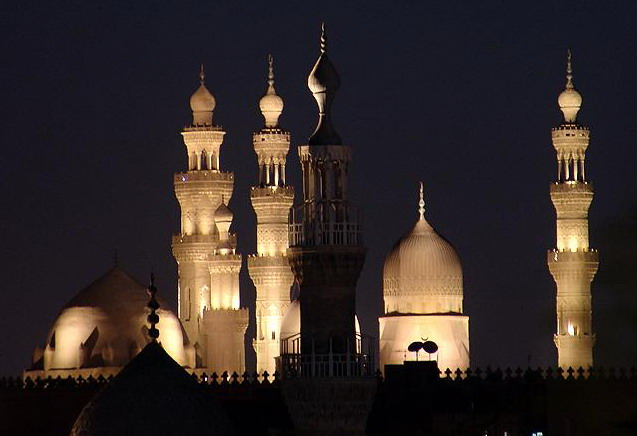
Vista de las mezquitas desde el parque Al-Azhar.

El parque, desarrollado con un costo superior a 30 millones de dólares, fue un regalo del Aga Khan para El Cairo,
tiene una extensión de 30 hectáreas y ocupa el espacio de un antiguo tiradero de basura. La ceremonia de inauguración se llevó a cabo el 25 de marzo del 2005, en presencia del Aga khan IV y de Suzanne Mubarak, esposa del entonces presidente egipcio Hosni Mubarak.
El proyecto no solo incluyó el desarrollo del parque, sino también  aspectos relacionados con la arqueología (como la restauración del muro ayubí del siglo XII, construido por Salah El Din y que fue encontrado bajo las toneladas de basura retiradas durante la construcción), rehabilitación de edificios históricos (la Mezquita del Sultán Umm Shaban del siglo XIV, el complejo Khayrbek  del siglo XIII y la escuela Darb Shoughlan) e iniciativas de mejora en la calidad de vida. Estas iniciativas incluían el desarrollo de habilidades para conseguir mejores empleos, la rehabilitación de áreas habitacionales circundantes, microfinanzas y apoyo en las áreas de salud y educación, entre otros.
El parque se considera un oasis por la presencia de arbustos florales, árboles frutales y palmas. Fue desarrollado por una firma egipcia que mezcló elementos de los jardines islámicos y diseño urbano, con andadores de mármol y piedra caliza, rodeando huertos, canales y fuentes, enmarcados con terrazas al aire libre. Cuenta además con un área de juegos infantiles.

## Plaza Urbana y Museo de Historia de El Cairo
Hacia el exttremo norte del parque, un proyecto llamado «La Plaza Urbana», actualmente en desarrollo, alojará el Museo Histórico de El Cairo. La Plaza Urbana, que será un centro de usos múltiples con un estacionamiento subterráneo, tiendas e instalaciones culturales, es construida por el Aga Khan Trust for Culture (AKTC) en cooperación con el Consejo supremo de antigüedades de Egipto.
El museo describirá la evolución de la ciudad de El Cairo, además exhibirá parte de la gran riqueza en arte y artefactos de herencia islámica de la ciudad, que actualmente no son accesibles al público. Con 4000 metros cuadrados de espacio de exhibición distribuidos en dos pisos, se espera que el museo tenga más de 1000 piezas de diferentes períodos históricos. Esto proporcionará a los visitantes un vistazo de la historia, la cultura y la arquitectura de El Cairo.
Para conservar y restaurar todos los artefactos y los materiales gráficos que se mostrarán en el museo, el AKTC ha establecido un gran laboratorio de conservación que entrena a jóvenes técnicos en este campo. Este laboratorio también se encarga de restaurar importantes elementos de arte y arquitectura para el Museo de Arte islámico de El Cairo.
En la plaza se encuentran dos cafés, uno llamado Ayyubid, que cuenta con una vista panorámica de la ciudad y está especializado en comida rápida, y otro situado junto a un lago, llamado Lakeside, con especialidad en comida oriental y libanesa. También cuenta con dos restaurantes, el Citadel View Alain Le Notre, que ofrece pastelería y snacks, y el Citadel View Studio Misr que ofrece comida internacional y cuyas terrazas tienen vista hacia la parte antigua de El Cairo.

## Premios y reconocimientos
- Catalogado como uno de los sesenta espacios públicos más grandiosos del mundo por el Proyecto para Espacios Públicos[1]

- Premio Innovación con Visión Global 2005 de Travel + Leisure Magazine